# Sacrificis humans en l'Amèrica precolombina
Els sacrificis humans en l'Amèrica precolombina va ser una pràctica religiosa que es realitzava en el context de certs cultes dels pobles indígenes d'Amèrica.

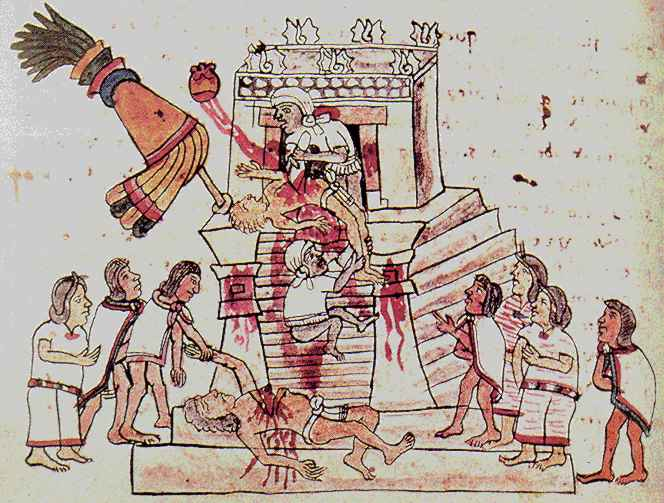
Sacrificis humans mostrats al Codex Magliabechiano.

Està documentat tant pels còdexs com la iconografia precolombina en general. Encara que els casos més coneguts són els corresponents a l'àrea mesoamericana, la seva existència està provada també en l'incari i altres parts del continent. La pràctica del sacrifici humà en les religions indígenes va ser una qüestió condemnada pels europeus a la seva arribada a Amèrica en el segle xvi.
El corrent majoritari i més acceptat en la historiografia i l'arqueologia d'Amèrica no nega l'existència d'aquestes pràctiques. Encara que hi ha els qui suggereixen que aquesta pràctica és una llegenda d'origen etnocèntric europeu. La veritat és que hi ha abundants evidències arqueològiques i històriques que la recolzen. Un punt d'acord entre ambdues postures és que el sacrifici humà ha de ser entès en el seu context històric i cultural, i no de manera sensacionalista, especialment pel fet que sacrificis humans va haver-hi en altres parts del món, no sols entre els pobles indígenes precolombins.

## Els sacrificis en context
Els sacrificis humans han estat practicats en moltes cultures, especialment al món antic. Es matava a les víctimes ritualment d'una forma que pretenia apaivagar als déus. Els sacrificis van ser practicats en les religions celtes de l'edat del bronze i en els rituals relacionats amb l'adoració dels déus a Escandinàvia. Roma va realitzar sacrificis humans fins a 97 aC Per als habitants de l'antiga Cartago, el sacrifici d'infants era també una manera d'aplacar als seus déus. Excavacions al palau de Cnosos mostren que també els primers grecs sacrificaven. En l'Índia contemporània, el ritual anomenat sati, en què la vídua d'un difunt ha de llançar-se a la pira funerària, encara ocorre ocasionalment, especialment a les àrees rurals.

## A Mesoamèrica
Els historiadors coneixen millor el Postclàssic de l'altiplà que d'altres regions. La pràctica d'exposar els cranis dels sacrificats ja s'observa en Huamelulpan (Oaxaca) a principis de la nostra era; i en llocs de períodes posteriors com Copán, Hondures i Uxmal. Aquests tzompantli van aconseguir grans proporcions, majors fins i tot que les dels posteriors tzompantli de la gran capital asteca Tenochtitlán.

### Sacrificisolmeca
Els olmeca van ser la primera gran civilització mesoamericana. Encara que no hi ha evidència irrefutable del sacrifici d'infants en aquesta cultura, s'han trobat esquelets complets de nounats, així com fèmurs desmembrats i calaveres, en un jaciment olmeca en l'estat de Veracruz anomenat El Manatí. Aquests ossos han estat associats amb ofrenes sacrificials, particularment, uns busts de fusta. Encara no se sap com van morir els infants.

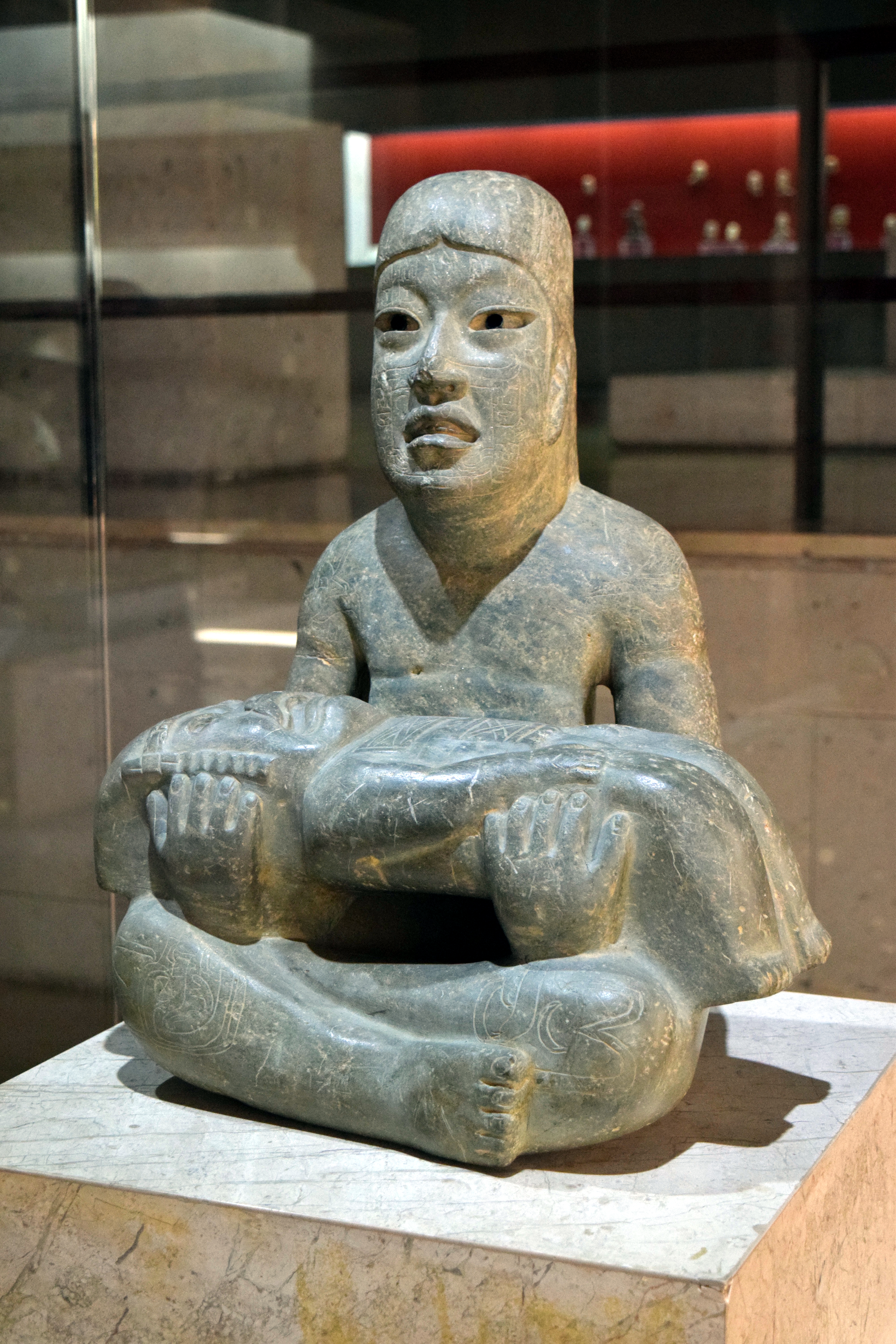
El Señor de Las Limas

Alguns investigadors també han associat el sacrifici d'infants amb el ritual olmeca que mostra a bebès laxos o flàccids, sent el més famós l'enorme pedra llaurada que es troba en l'Altar 5 de La Venta, o la figura del monument de Las Limas. Respostes definitives sobre aquest assumpte hauran d'esperar a ulteriors recerques.

### Sacrificisteotihuacans
A Teotihuacan, la gran metròpolis del Clàssic, el sacrifici per extracció del cor va ser una pràctica important, com s'observa en la pintura mural. Molt poc se sap de Teotihuacan. No es coneix el nom d'un sol rei i el mateix nom de Teotihuacan és una invenció mesoamericana posterior. Els ossos oposats en les Piràmide del Sol i de la Lluna fan suposar que es realitzaven sacrificis a Tláloc. En 2007 anàlisi de l'ADN van confirmar que les víctimes eren portades de pobles conquistats.

### Sacrificismaies
El sacrifici de presoners recreava el mite còsmic i va ser clau en la ideologia dels senyorius maies. Michael Coe explica el gran canvi produït pels nous estudis de la civilització maia, a partir del moment que van desxifrar els jeroglífics:
| « | Ara és sorprenentment clar que els maies de l'època clàssica, i els seus antecessors del Preclàssic, eren governats per dinasties hereditàries de guerrers, per als qui l'autosacrifici i el vessament de la sang, i el sacrifici de la decapitació humana eren obsessions supremes. | » |

L'extracció del cor apareix en alguns quants casos de l'art maia. Els sacrificats gairebé sempre semblen nens. L'extracció de cors de nens es veu en la ceràmica pintada. Un altre cas conegut és el Deixant 11 de Piedras Negras a Guatemala, en què es veu la cavitat pectoral d'un nen sacrificat.
En el sacrifici d'adults, existeix una imatge pintada sobre un atuell en què es veu el sacrifici ritual d'un presoner lligat a un cadafal i un grotesc personatge que li treu les entranyes amb una llança, mentre els músics toquen tambors i trompetes —«una de les escenes més terribles de l'art maia». Als murs de Bonampak també hi ha terribles imatges de tortura ritual.
Una altra forma de sacrifici era llançar a la víctima a l'interior d'un cenote.

### Sacrificistolteca

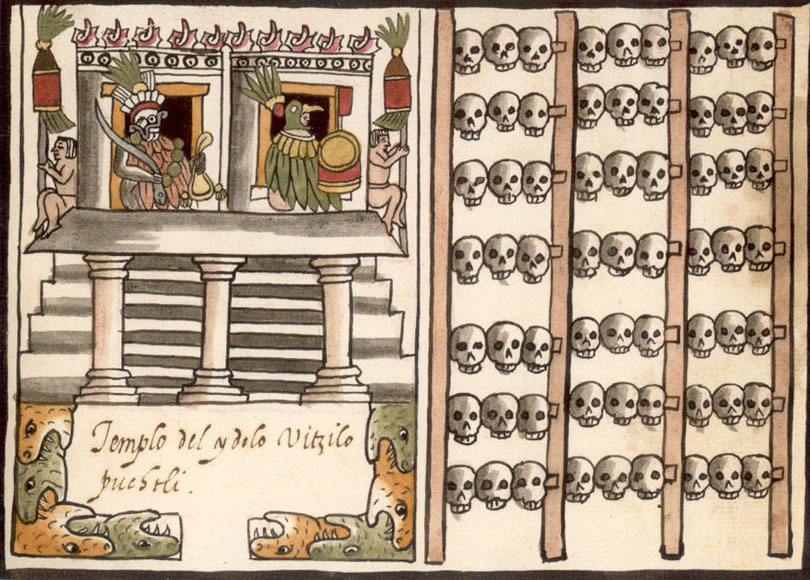
Tzompantli associat al Temple Major, Còdex Ramírez.

En 2007 els arqueòlegs van anunciar que havien analitzat les restes de dues dotzenes de nens, de cinc a quinze anys, trobats enterrats amb figuretes de Tláloc. Els nens, trobats prop de les velles ruïnes de Tula, la capital tolteca, havien estat decapitats. Les restes van ser datades de 950 a 1150 EC.
«Com explicar que existeixin 24 cossos reunits en un mateix espai? Doncs l'única forma és pensar que va haver-hi un sacrifici humà», va afirmar l'arqueòleg Luis Gamboa, responsable del rescat de les restes a Tula.

### Sacrificistotonaca
Els totonaques sovint sacrificaven nens per extreure'ls la sang, que era barrejada amb llavors per fer una pasta que era menjada entre els adults.
L'Isla de Sacrificios, actualment a l'estat de Veracruz i descoberta per l'espanyol Juan de Grijalva, va rebre aquest nom a causa que s'hi van trobar cossos sacrificats d'indígenes durant una cerimònia d'ofrena als seus déus.

### Sacrificisasteques (mexiques)
A Xochimilco, al sud de la Ciutat de Mèxic es van trobar les restes d'un nen de tres a quatre anys els ossos dels quals presentaven una coloració taronja o groga translúcid; textures terses o vítries, i compactació del teixit esponjós, a més d'estrellament del crani. Atès que després de sacrificar-los els mexiques solien bullir algunes dels caps, els arqueòlegs van concloure que el crani va ser bullit i que es va estavellar a causa de l'ebullició de la massa encefàlica. S'han publicat fotografies del crani en revistes especialitzades.
A Tula, els tolteca associaven la pràctica de sacrificis humans a la veneració de Tezcatlipōca. En la mitologia mexicana, a partir de les reformes de Tlacaélel el sacrifici era el recurs humà per salvar l'univers de la seva destrucció, assegurant la supervivència del sol, i amb això la vida mateixa. Un cicle de 18.980 dies es repetia cada 52 anys, al final del qual el «Cinquè Sol» (Nahui Ollin) corria el risc d'extingir-se per sempre, i la terra de ser dominada per éssers de la nit. Un enemic havia de llavors ser sacrificat a la muntanya Huixachtépetl per fer brollar el foc nou, després de la qual cosa sang i cors humans havien de, periòdicament, nodrir al déu en els següents 52 anys. La pràctica servia també a una estratègia de dominació: garantir els privilegis de les classes dominants.
Per a interpretacions més modernes com la de Lloyd deMause, resulta significatiu que les víctimes anessin investides d'un profund significat cosmològic. Segons els psicohistoriadors el sacrifici era una forma inconscient de venjar els mètodes brutals de puericultura en l'Amèrica precolombina (a la vindicació sobre bocs expiatoris els psicòlegs denominen desplaçament).
Les cerimònies lligades a la Guerra Florida o Xochiyáoyotl també van ser formes sacrificals. Els presoners capturats podien ser guerrers enemics de poblacions limítrofes a Tenochtitlan.
Els sacrificats a Xipe Tótec eren escorxats després de morts. La seva pell era utilitzada pels sacerdots que, posant-la-hi damunt, personificaven al déu.

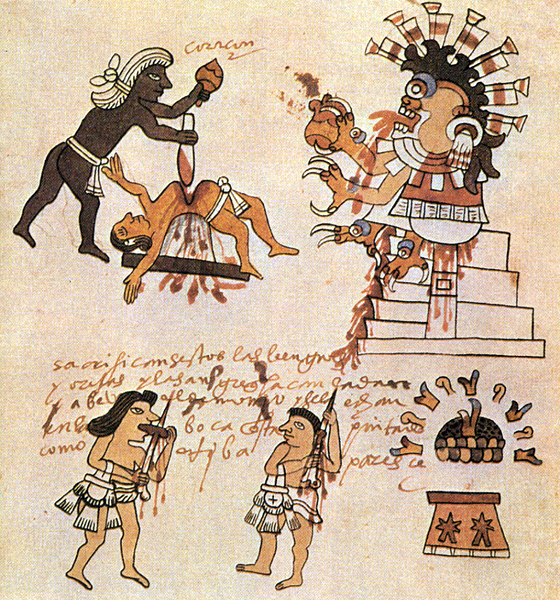
Còdex Tudela.

Bernardino de Sahagún, autor de documents valuosos per a la reconstrucció de la història del Mèxic antic, explica que els sacrificadors s'extreien sang ells mateixos durant els cinc dies anteriors al ritu. En la vespra s'organitzava la solemne «dansa dels captius», on la víctima era forçada a ballar. Les persones condemnades a morir i llurs sacrificadors passaven la nit en blanc junts. Aquests tallaven a aquells una metxa de cabells per conservar-los com a trofeu i objecte màgic portador del «tleyotl» (foc interior de la víctima). A l'alba, el sacrificador portava a la víctima al temple. Abans de pujar, se li retirava part de la vestimenta per descobrir-li el pit i, tot seguit, els sacerdots la pujaven a la piràmide estroncada, on se l'atrapava de les extremitats i se li extirpava el cor.
Anualment s'acostumava a realitzar el sacrifici d'un músic, per la qual cosa s'havia de triar a un presoner jove per educar-lo en les arts musicals, principalment per tocar una espècie de flauta ceràmica. Era acuradament alimentat i ricament vestit com si es tractés de la divinitat Tezcatlipoca. Un mes abans del sacrifici estava casat amb quatre donzelles les quals l'acompanyaven fins al dia de la seva immolació quan era portat per una barca pel llac fins a arribar a una illa on hi havia un Teocalli, on l'abandonaven. El músic es dirigia al temple i pujava cada esglaó (trencant les flautes que havia tocat durant la seva consagració) i en arribar a la part superior era pres pels seus victimaris que ho subjectaven de les seves extremitats i un d'ells, que era el sacerdot, li obria el pit amb un ganivet d'obsidiana o sílex anomenat técpatl, li arrencava el cor i el decapitava. La seva sang era recollida cuauhxicalli, el seu cap clavat en un tzompantli, el seu cor era cremat com a ofrena als déus i la resta del seu cos era despenyat per l'escalinata del temple.
A més de l'extracció del cor, hi havia altres formes de sacrifici que s'aplicaven en rigorosa conformitat al calendari asteca: decapitació, llençat des d'un temple, fletxat, tancat en coves, ofegat, cremat i «raiat» (lluita ritual).

#### Canibalisme
El sacrifici i el canibalisme va iniciar a Mesoamèrica fa 2.500 anys o tal vegada abans. El Conqueridor Anònim ens diu que als presoners de guerra s qui els mexicans no canibalitzarien els esclavitzaven.
Bernal Díaz del Castillo diu que el tlatoani mateix compartia el canibalisme de la seva època. "Vaig sentir dir que li solien guisar carns de nois de poca edat" per Moctezuma, i en aquesta mateixa pàgina es llegeix que "el nostre capità li reprenia el sacrifici i menjar carn humana, que des de llavors va manar que no li guisessin aquell menjar".
A Historia de Tlaxcala Diego Muñoz va escroure: "Ansí hi havia carnisseries públiques de carn humana, com si anessin de vaca i carner com en dia d'avui n'hi ha".

#### Els rituals delcalendari mexica
El següent calendari està confeccionat a partir de la informació proporcionada per Bernardino de Sahagún en la seva obra Historia general de las cosas de Nueva España.
| N°    | Nom mexica del mes i equivalents gregorians           | Divinitats i sacrificis humans                                                                                                 | Divinitats i sacrificis humans |
| ----- | ----------------------------------------------------- | --- | --- |
| I     | Atlacaualo (del 2 de febrer al 21 de febrer)          | Tláloc, Chalchitlicue, Ehécatl                                                                                                 | Sacrifici de nens a diversos turons. Extracció de cors i antropofàgia ritual. Sacrifici de presoners.                                                                                             |
| II    | Tlacaxipehualiztli (del 22 de febrer al 13 de març)   | Xipe Tótec, Huitzilopochtli, Tequitzin-Mayáhuel                                                                                | Sacrifici de captius: hombs, dones i nens. Extracció de cors i escorxament. |
| III   | Tozoztontli (del 14 de març al 2 d'abril)             | Coatlicue, Tlaloc, Chalchiuhtlicue, Tona                                                                                       | Sacrifici de nens. |
| IV    | Hueytozoztli (del 3 d'abril al 22 d'abril)            | Centéotl, Chicomecacóatl, Tláloc, Quetzalcóatl                                                                                 | Continua el sacrifici de nens (fins a l'arribada de pluges abundants). |
| V     | Toxcatl (del 23 d'abril al 12 de maig)                | Tezcatlipoca, Huitzilopochtli, Tlacahuepan, Cuexcotzin                                                                         | Sacrifici d'un jove captiu escollit i criat amb luxe durant un any. Extracció de cor. |
| VI    | Etzalcualiztli (del 13 de maig a l'1 de juny)         | Tláloc, Quetzalcóatl | Sacrifici de presoners vestits com tlaloques. Extracció de cors. |
| VII   | Tecuilhuitontli (del 2 de juny al 21 de juny)         | Huixtocíhuatl, Xochipilli | Sacrifici de presoners i d'una dona vestida com Huixtocíhuatl. |
| VIII  | Hueytecuihuitl (del 22 de juny a l'11 de juliol)      | Xilonen, Quilaztli-Cihacóatl, Ehécatl, Chicomecóatl                                                                            | Sacrifici d'una dona vestida com Xilonen. Decapitació i extracció del cor. |
| IX    | Tlaxochimaco (del 12 de juliol al 31 de juliol)       | Huitzilopochtli, Tezcatlipoca, Mictlantecuhtli                                                                                 | Sacrifici per inanició a cova o temple |
| X     | Xocotlhuetzi (de l'1 d'agost al 20 d'agost)           | Xiuhtecuhtli, Ixcozauhqui, Otontecuhtli, Chiconquiáhitl, Cuahtlaxayauh, Coyolintáhuatl, Chalmecacíhuatl                        | Sacrifici de presoners. Cremats vius i extracció dels cors abans de la mort. |
| XI    | Ochpaniztli (del 21 d'agost al 9 de setembre)         | Toci, Teteoinan, Chimelcóatl-Chalchiuhcíhuatl, Atlatonin, Atlauhaco, Chiconquiáuitl, Centéotl                                  | El sacrifici a Toci culminava amb el sacrifici d'una dona, decapitada per sorpresa: després era escorxada i un jove vestia la seva pell. Sacrifici de captius. Extracció dels cors i escorxament. |
| XII   | Teotleco (del 10 de setembre al 29 de setembre)       | Xochiquétzal | Sacrifici de presoners, cremats vius. |
| XIII  | Tepeihuitl (del 30 de setembre al 19 d'octubre)       | Tláloc-Napatecuhtli, Matlalcueye, Xochitécatl, Mayáhuel, Milnáhuatl, déus del pulque, Napatecuhtli, Chicomecóatl, Xochiquétzal | Sacrifici de quatre dones i un home. Extracció dels cors i decapitació. Canibalisme. |
| XIV   | Quecholli (del 20 d'octubre al 8 de novembre)         | Mixcóatl-Tlamatzíncatl, Coatlicue, Izquitécatl, Yoztlamiyáhual, Huitznahuas                                                    | Sacrifici d'esclaus, i homes i dones vestits com aquests déus. Extracció de cors i decapitació.                                                                                                   |
| XV    | Panquetzaliztli (del 9 de novembre al 28 de novembre) | Huitzilopochtli | Sacrifici de quatre esclaus en el joc de la pilota. Altres sacrificis en processó. Combats rituals a mort entre els esclaus. Sacrifici de presoners i esclaus. Extracció de cors.                 |
| XVI   | Atemoztli (del 29 de novembre al 18 de desembre)      | Tlaloques | Sacrificis de nens, i esclaus pwr decapitació. |
| XVII  | Tititl (del 19 de desembre al 20 de gener)            | Tona-Cozcamiauh, Ilamatecuhtli, Yacatecuhtli, deu de l'infern, Huitzilncuátec                                                  | Sacrifici d'una esclava vestida com Ilamatecuhtli. Extracció de cor i decapitació. |
| XVIII | Izcalli (del 8 de gener al 27 de gener)               | Ixcozauhqui-Xiuhtecuhtli, Cihuatontli, Nancotlaceuhqui                                                                         | Sacrifici de presoners i esclaus representant Xiuhtecuhtli i les seves dones (solament cada quatre anys). Sacrificis d'esclaus cebats a compte de devots que volien guanyar prestigi.             |
|       | Nemontemi (del 28 de gener a l'1 de febrer)           | Cinc dies erms, infausts. No hi ha rituals; dejuni general.                                                                    | Cinc dies erms, infausts. No hi ha rituals; dejuni general. |

### Sacrifici als jocs

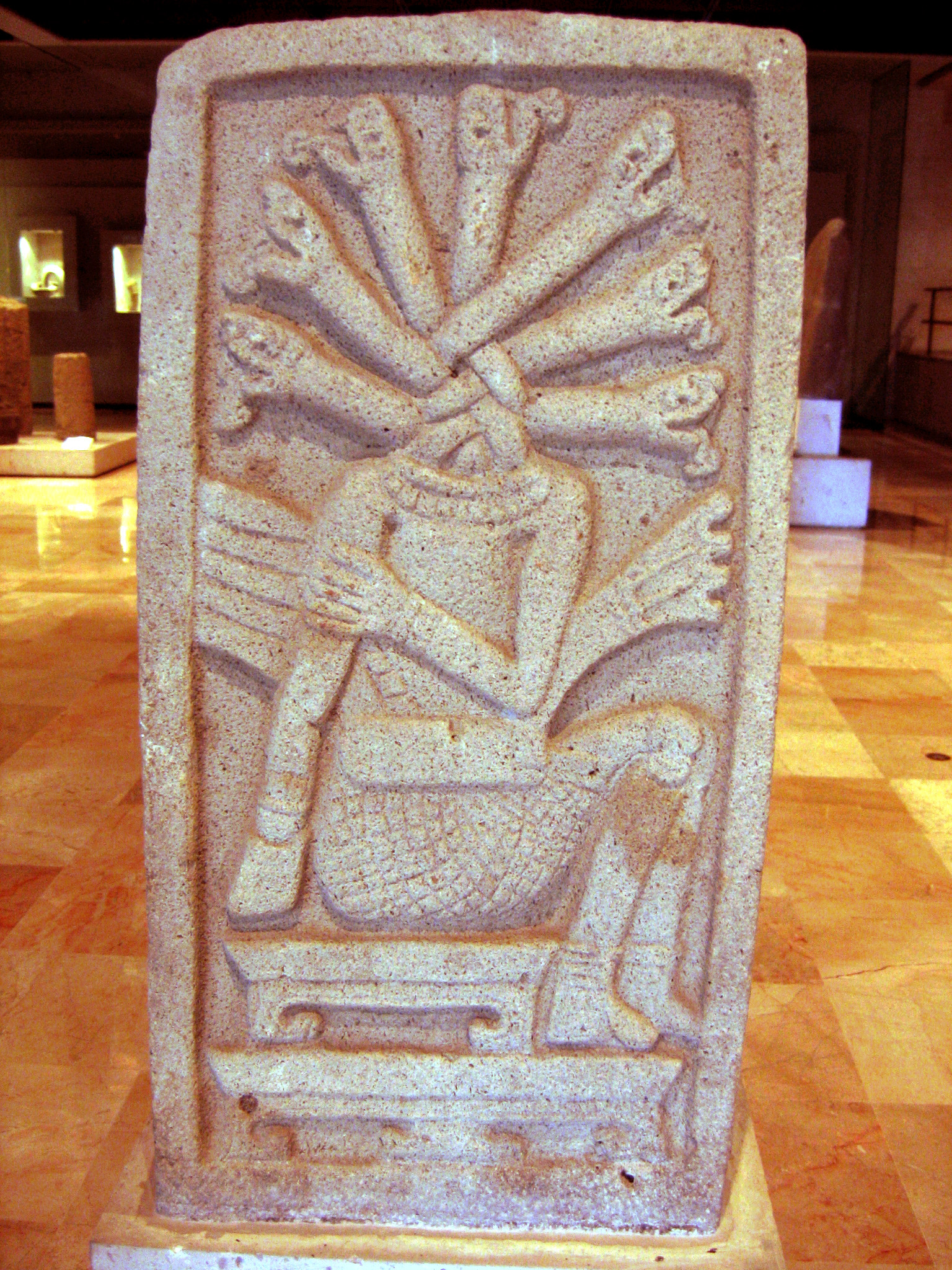
Les serps de la Lápida de Aparicio (250-900 AD) provenen d'El Tajín. Representen dolls de sang d'una víctima decapitada. Museu d'Antropologia de Xalapa.

A la «Lápida de Aparicio» (250-900) que actualment es troba en el Museu d'Antropologia de Xalapa, Mèxic, els *borbotones de sang d'un decapitat brollen en línies rectes en al·lusió a Chicomecóatl, «setena serp». En un panell d'un joc de pilota de Chichen Itzá en el Postclàssic inicial, també es veu un decapitat del que brollen serps del seu coll (dolls de sang) com a símbol de la fertilitat.
A Mesoamèrica el joc de pilota apareix com una de les formes de joc sacrifical. En principi els jugadors no han de tocar la pilota sinó amb els malucs i les natges. Quant al nombre de víctimes executades en acabar una partida de pilota, Sahagún indica que a Tenochtitlan eren quatre. «I quan els havien donat mort, arrossegaven els seus cossos per tot el terreny, i era com si pintessin el sòl amb la seva sang».

## A l'Amèrica del Sud

### Els sacrificis muisques
A la regió que actualment és Colòmbia, un nen era criat pels sacerdots muisques com a persona sagrada i als quinze anys era portat a un temple i lligat a un pal de pedra per després fer-ho morir fletxat, arrencar-li el cor i oferir-lo al sol.

### Els sacrificis mochica
Els arqueòlegs també han descobert evidència física de sacrificis humans a l'àrea andina, sobretot al Perú. Els mochica, societat agrícola com totes les cultures precolombines, adoraven les forces de la naturalesa. Consideraven necessaris els sacrificis humans per mantenir l'ordre del món i frenar desastres, com per exemple els causats pel Fenomen del Nen. L'estudi de les imatges en l'art mochica ha permès reconstruir la més important seqüència cerimonial. Aquesta s'iniciava amb un combat ritual i culminava en el sacrifici dels vençuts en combat: 
- El combat ritual: s'enfrontaven guerrers armats, amb fins vestits i adorns, expressant el caràcter ritual d'aquest combat. Aquest consistia en un enfrontament cos a cos, en el qual calia llevar-li el tocat del cap al contrari però no matar-lo. L'objectiu del combat era aconseguir víctimes per al sacrifici.
- El sacrifici: els vençuts eren desvestits i lligats, i després traslladats en processó a la zona de sacrifici. Els captius són mostrats nus, àdhuc forts i potents sexualment. En el temple, sacerdots i sacerdotesses preparaven a les víctimes per al sacrifici. Les maneres de morir eren variades, però almenys un d'ells moria dessagnat. La seva sang era oferta als déus majors per complaure'ls i aplacar-los.[24]

### Els sacrificis inques

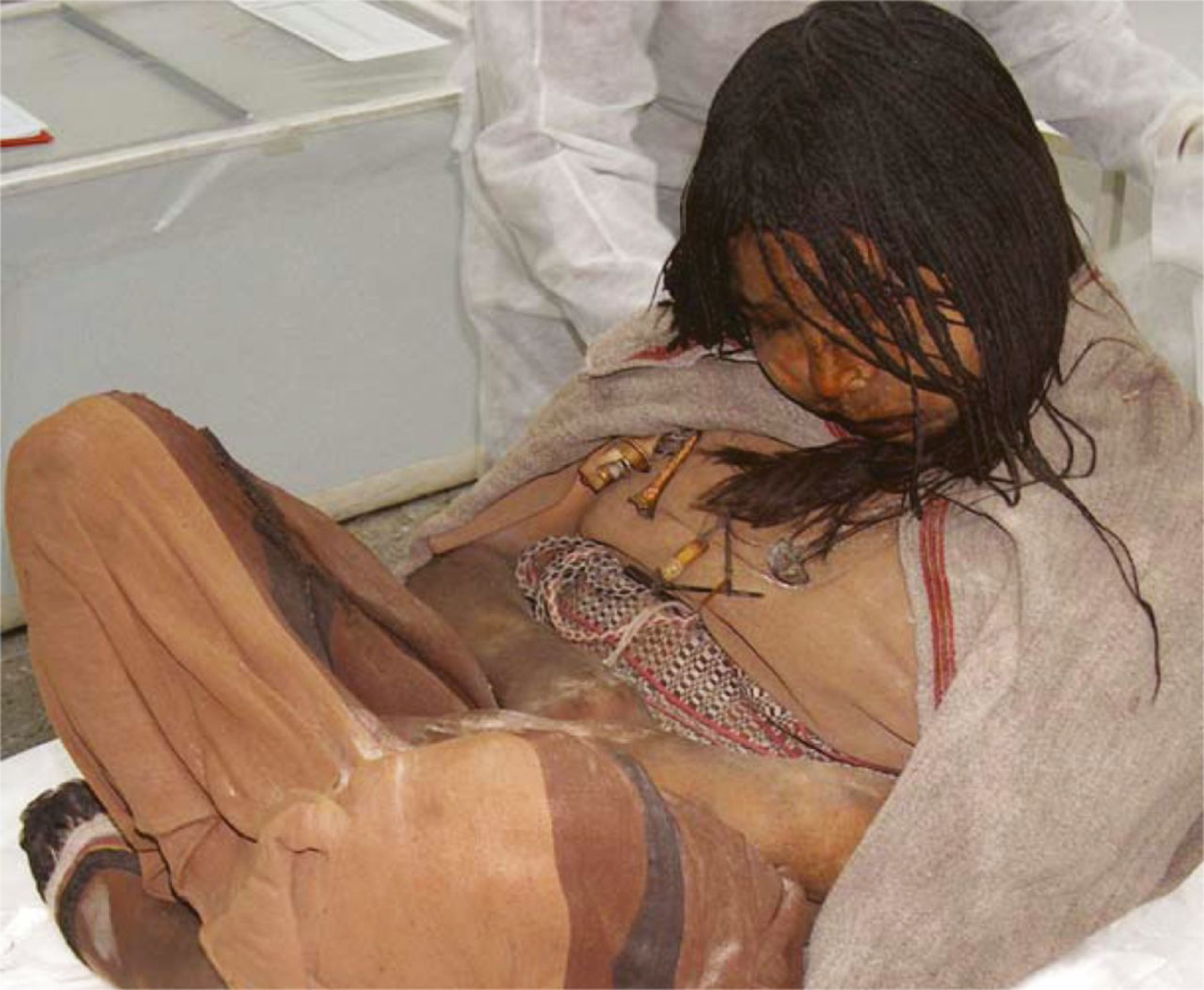
Mòmies de Llullaillaco. Sacrifici inca realitzat al cim del volcà Llullaillaco a 6.739 msnm a la província de Salta (Argentina).

«Capacocha» era la pràctica inca de sacrifici humà, generalment usant nens. Els sacrificis es feien en o després d'esdeveniments importants, com la mort de l'Inca o durant una fam. S'escollia als nens per oferir-los-hi a l'Inca per a aquesta ocasió. Es creu que els nens usats havien de ser físicament perfectes: el millor que se li podia oferir als déus. Els nens eren adornats amb roba fina i joieria, per ser escortats al Cusco a fi de reunir-se amb l'emperador, on es realitzaria un banquet en honor dels nens. Llavors, el summe sacerdot portaria a les víctimes al cim de l'alta muntanya, on els sacrificaria ja sigui per estrangulació o per cops al cap. Els missioners van escriure copiosament sobre el ritual, però fins molt recentment no s'havia trobat evidències arqueològiques.

## Abolició
Els rituals de sacrificis humans a Tenochtitlan van ser prohibits pels espanyols des que va caure la ciutat en 1521, però van continuar en la clandestinitat en altres parts de Mesoamèrica, encara que de manera esporàdica.

## Objeccions i historicitat
Un corrent minoritari d'autors, entre els quals es troba Pablo Moctezuma Barragán posa en dubte la pràctica del sacrifici humà a Amèrica. Malgrat això, en la majoria de les fonts predomina l'acceptació d'aquesta pràctica ritual en diverses parts d'Amèrica abans de l'arribada dels espanyols; amb base en les cròniques europees, els informes indígenes i l'evidència arqueològica. Miguel León-Portilla —conegut pel seu treball sobre la Conquesta espanyola de Tenochtitlan viscuda des del punt de vista dels conquistats— afirma amb freqüència l'existència del sacrifici humà entre els mesoamericans. En sentit similar, l'Enciclopèdia Britànica, en la seva edició de 2007, també parla de la historicitat dels sacrificis en l'Amèrica precolombina com un fet establert:
| « | L'oferiment sacrifical d'humans a un déu ha estat ben establert només en poques cultures. En el que avui és Mèxic la creença que el sol necessitava d'aliment humà va conduir al sacrifici de milers de víctimes anualment en els rituals del calendari asteca i nahua del blat de moro. Els inques restringien sacrificis massius a l'ascensió d'un sobirà | » |

En alguns textos del segle xvi, els europeus van fer consideracions molt negatives sobre l'assumpte, jutjant-lo des del punt de vista europeu i cristià. Aquesta posició ha perdurat com a expressió molt reduïda en els cercles acadèmics, com a mostra un article de Matthias Schulz publicat en 2003 en la revista El País Semanal. Com a resposta, un grup d'acadèmics mexicans van fer crítiques importants a la posició adoptada per Schulz. Per exemple, l'antropòleg Miguel León-Portilla ha destacat, enfront d'un enfocament "amarillista" dels sacrificis humans en les cultures precolombines, que el mateix cristianisme "té com a base un sacrifici humà i alhora diví, el de Jesús crucificat", i que això ha de ser tingut en compte quan es pretén "aprofundir una mica en la significació que aquest tipus de ritual ha tingut en moltes altres cultures".
Són molts els investigadors que es manifesten a favor d'un tractament meticulós de les fonts historiogràfiques, especialment quan parlen del sacrifici humà i el canibalisme entre els pobles indígenes de l'Amèrica precolombina. En un article publicat en internet, James Jacobs assenyala que en els mitjans escolar i popular, sol ser comú "afirmar que el sacrifici humà i el canibalisme eren practicats a gran escala", sense analitzar críticament les fonts històriques i els judicis que, sobre aquelles pràctiques dels pobles precolombins d'Amèrica, van ser formulats per autors d'èpoques posteriors a la Conquesta. L'estudi erudit més recent sobre el sacrifici mesoamericà és del professor David Carrasco, City of Sacrifice: The Aztec Empire and the Role of Violence in Civilization. En setembre de 2007 va tenir lloc un seminari internacional al Museu del Temple Major de la Ciutat de Mèxic, on van participar 28 especialistes de diversos països. Cap va negar la historicitat dels sacrificis mesoamericans.